# Distretto di Sa Pa
Sa Pa è una cittadina (thị xã) nel nord del Vietnam al confine con la Repubblica popolare cinese. Il distretto si trova nella parte occidentale della 
provincia di Lao Cai. La maggioranza di Hmong vive nel distretto, ma anche Yao e Vietnamiti vivono lì.